# Trabalho assalariado

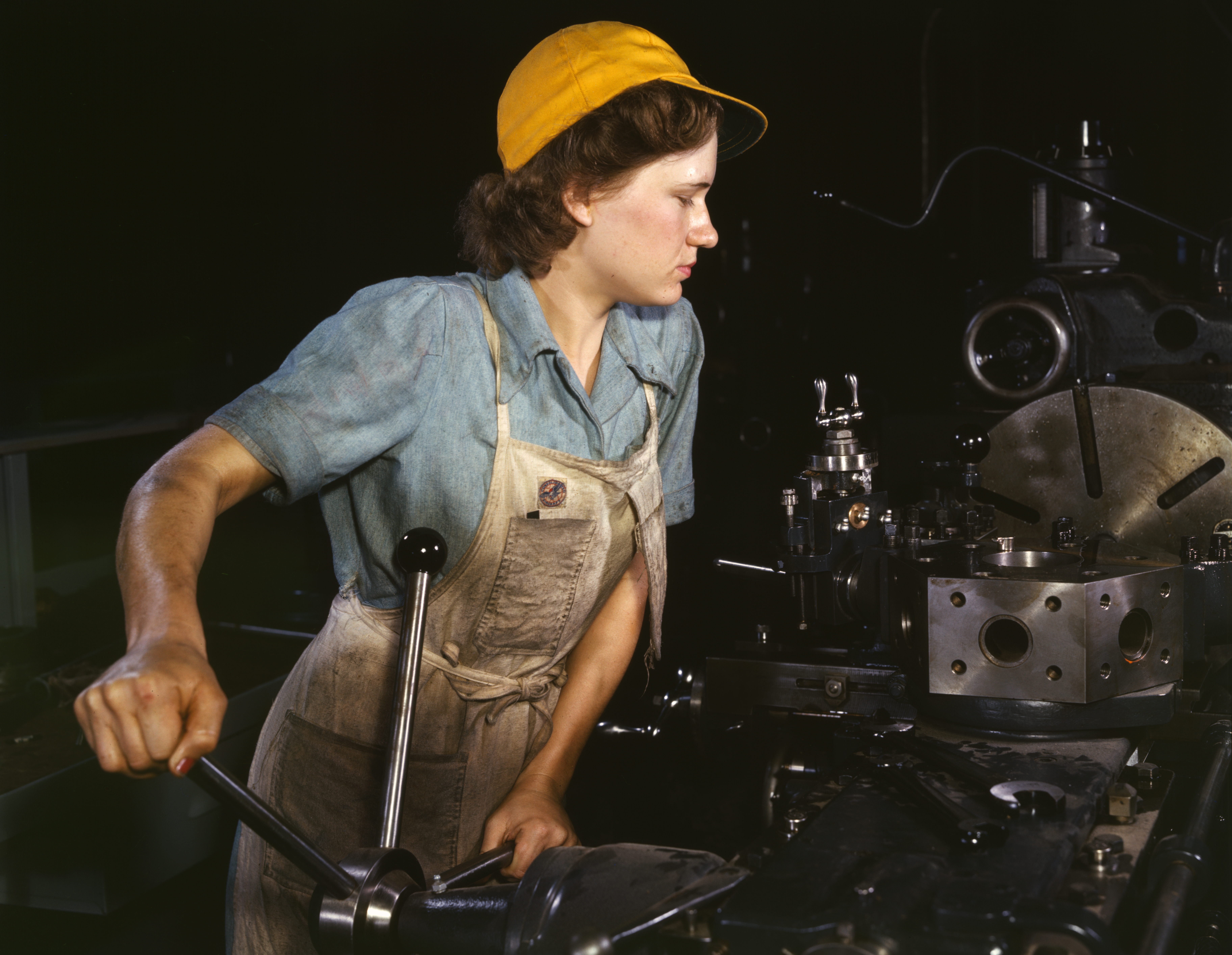
Uma mulher trabalhando em fábrica dos EUA em 1940

Trabalho assalariado (também referido como emprego remunerado) refere-se à relação Socioeconômica entre um trabalhador e um empregador no qual o trabalhador vende sua força de trabalho sob um contrato de trabalho formal ou informal. Essas negociações geralmente ocorrem em um mercado de trabalho onde os salários são determinados pelo mercado.
Difere-se das demais relações de trabalho por prescindir de relações de dependência extra-econômicas (na escravidão, por exemplo, o trabalhador é propriedade do senhor de escravos, enquanto na servidão o trabalhador está ligado à terra e é dependente do senhor de terra).

## História

### Pré-História
No chamado Período Paleolítico, os seres humanos viviam em pequenos grupos nômades, cuja organização é pouco hierarquizada.
O sistema de salário nesta época não existia nem tão pouco o dinheiro. No interior da tribo não havia trocas mercantis, mas o escambo era praticado nas relações entre diferentes grupos nômades.
Com o sedentarismo, ocorreu uma crescente hierarquização das sociedades, um sistema de castas (sacerdotes, guerreiros, artesãos e camponeses) se formou com base no trabalho escravo. Ainda há um amplo debate entre os estudiosos sobre o que causou essa hierarquização.

### Idade Antiga
A Idade antiga surge com base no trabalho escravo, pois assim surgiram as primeiras civilizações. Dessa forma, os escravos eram grande parte da sociedade, porém, o trabalho assalariado passou então a ser comum nas relações de pequeno porte, como a contratação de alguém por um artesão, ou por um político. Por mais que estes últimos contratassem trabalhadores assalariados, eles raramente tinham chances de enriquecer-se apenas através deles, pois a riqueza era medida, sobretudo, pela posse de terra e de escravos.

### Idade Média

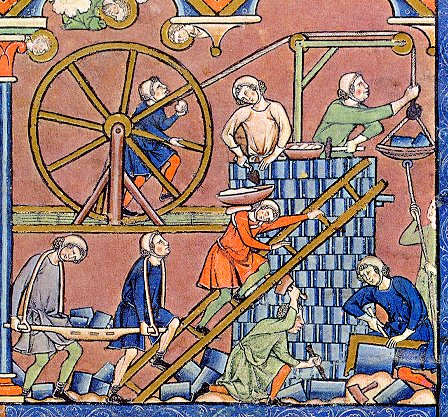
Sistema Trabalhista Assalariado na Idade Média

Na Idade Média (feudalismo), a sociedade é totalmente transformada, e a servidão substitui em grande parte a escravidão, mas pode-se dizer que o trabalho assalariado continue o mesmo: acordos entre pequenos empresários com pessoas comuns; riqueza medida pela posse da terra; e dificuldade de mobilidade social.
As camponesas trabalhavam muito: cuidavam das crianças, fiavam a lã, teciam e ajudavam a cultivar as terras. As mulheres com um nível social mais alto tinham uma rotina igualmente atribulada, pois administravam a gleba familiar quando seus maridos estavam fora, em luta contra os vizinhos ou em cruzadas à Terra Santa. Atendimento aos doentes, educação as crianças também eram tarefas femininas.

### Idade Moderna
No início da Idade Moderna, o capitalismo comercial se desenvolveu em escala mundial com as descobertas marítimas e o trabalho escravo tornou-se novamente comum, principalmente nas colônias, no entanto pelos países europeus, cada vez é mais difícil encontrar escravos trabalhando nas cidades, embora no campo a servidão ainda predomine. Nas cidades europeias predomina o serviço livre e algumas vezes o assalariado. Movimentos filosóficos, como o Humanismo renascentista e o Iluminismo, abominavam a escravidão preconizavam a mobilidade social.

### Idade Contemporânea

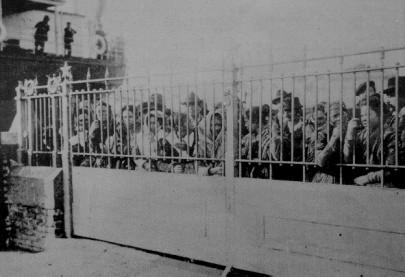
Italianos no Brasil: esperança de um trabalho assalariado digno.

Neste Período, basicamente dois fatores finalizarão a escravidão e a servidão e tornarão o trabalho assalariado o protagonista das relações de produção:
1. Revolução Industrial: com base na mão de obra livre decorrente do cercamento dos campos ingleses e a acumulação de capital nas mãos da nascente burguesia daquele país, criou a chamada classe operária (ou proletariado) e aumentou a produção. Expandiu-se no século XIX a outros países e fez com que países industrializados, como a Inglaterra, incentivassem a abolição da escravidão para a ampliação dos mercados consumidores e de mão de obra;
2. Revoluções burguesas: revoluções como a Americana e a Francesa foram impulsionadas pelo iluminismo, que era contrário à escravidão.